# Dipartimento Presidente Hayes
Presidente Hayes è il quindicesimo dipartimento del Paraguay, il cui capoluogo è Villa Hayes.
Prende il nome dal 19º presidente degli Stati Uniti d'America Rutherford B. Hayes che, nel 1878, al termine della guerra della triplice alleanza, risolse una disputa di confine tra Argentina e Paraguay con un arbitrato favorevole a quest'ultimo.

## Divisione politica
Il dipartimento è diviso in 8 distretti: 
| Distretto                  | km²    | Abitanti (2002) |
| -------------------------- | ------ | --------------- |
| Benjamín Aceval            | 1.839  | 13.309          |
| José Falcón                | 1.899  | 3.189           |
| General José María Bruguez |        |                 |
| Nanawa                     | 4      | 4.830           |
| Puerto Pinasco             | 9.643  | 3.948           |
| Teniente Irala Fernández   |        |                 |
| Teniente Esteban Martínez  |        |                 |
| Villa Hayes                | 60.334 | 57.217          |

## Geografia fisica
Il territorio del dipartimento Presidente Hayes è caratterizzato dalla parte più umida del Gran Chaco che qui, pur rimanendo come altrove zona scarsamente popolata, presenta acquitrini stagionali e fiumi la cui portata varia in base all'intensità delle piogge. La zona presenta elevazioni di scarso rilievo e raggiunge l'altitudine minima alla confluenza dei due più importanti fiumi del dipartimento, il Paraguay e il Pilcomayo.

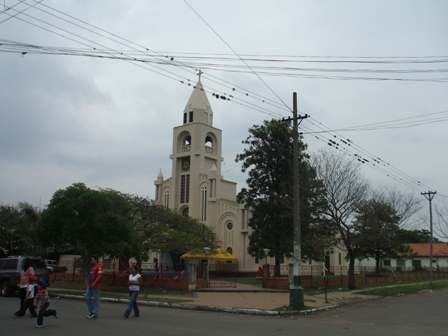
Chiesa di Villa Hayes

### Confini
Situato nella parte meridionale del Chaco, il dipartimento confina a nord con i dipartimenti dell'Alto Paraguay e di Boquerón, che ne lambisce anche i margini nord-orientali. Il fiume Paraguay lo separa ad est dai dipartimenti di Concepción, San Pedro e Cordillera; a sud e sudest lo circondano il distretto di Asunción e il dipartimento Central. A sudovest il fiume Pilcomayo segna il confine tra il dipartimento e l'Argentina.

## Storia
Rimasto per lungo tempo estraneo ai tentativi di penetrazione e insediamento da parte degli spagnoli, il territorio vide solo nel XVIII secolo i primi abitatori stanziali, in seguito alla creazione di missioni che furono però presto abbandonate. Durante il governo di Carlos Antonio López alcuni coloni francesi, provenienti dalla città di Bordeaux, fondarono Villa de Nueva Burdeos, che presto fu anch'essa abbandonata. Il sito fu poi occupato da altri coloni di origine creola, che lo rinominarono Villa Occidental; il territorio di questo nuovo insediamento fu in seguito alla Guerra della Triplice Alleanza al centro di una disputa territoriale tra Argentina e Paraguay, risolto a favore di quest'ultimo da un arbitrato del Presidente degli USA Rutherford B. Hayes.

### Il dipartimento
La prima legge di divisione territoriale del paese creò nel 1906 la "Regione Occidentale", posta sotto amministrazione militare. Nel 1945 l'intera regione fu suddivisa in 3 dipartimenti, tra i quali figurava il dipartimento Presidente Hayes.

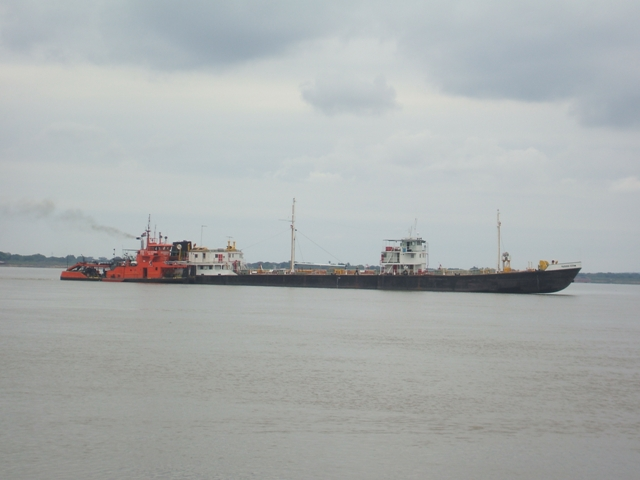
Imbarcazione nel fiume Paraguay

## Economia
La principale attività economica del dipartimento è costituita dall'allevamento; minore importanza riveste l'agricoltura, con la coltivazione della canna da zucchero. Nella zona sono presenti alcune industrie: un cantiere per la costruzione di imbarcazioni fluviali, un'acciaieria e fabbriche di trasformazione alimentare e di ceramiche. Nella zona di José Falcón ha una particolare rilevanza il traffico commerciale con la vicina Argentina.